# ۱۳۷ (عدد)
۱۳۷(صد و سی و هفت) یک عدد طبیعی است که بعد از ۱۳۶ و قبل از ۱۳۸ قرار دارد.